# رمزگردانی (حافظه)
رمزگردانی (به انگلیسی: Encoding) یکی از قابلیت‌های حافظه، علاوه بر اندوزش اطلاعات و بازیابی آن است. حافظه به انسان قدرت یادگیری و وفق‌پذیری بر اساس تجربیات کسب شدهٔ پیشین و همین‌طور توان ایجاد روابط  را اعطا می‌کند. قابلیت رمزگردانی اطلاعات این اجازه را به انسان می‌دهد که موارد ادراک شده از منافع یا علایق، تبدیل به ساختاری قابل ذخیره در مغز شوند تا بعدها از حافظه بلند مدت یا کوتاه مدت بازیابی گردند. حافظه کاری، اطلاعات را برای استفاده‌های آنی به کار می‌گیرد یا برای ایجاد ارتباط با اطلاعات بایگانی شده‌ای که از پیش در حافظه بلند مدت موجود است تغییر می‌دهد.